# Protilema granulosum
Protilema granulosum là một loài bọ cánh cứng trong họ Cerambycidae.